# Brownsville (Oregon)
Brownsville is een plaats (city) in de Amerikaanse staat Oregon, en valt bestuurlijk gezien onder Linn County.

## Demografie
Bij de volkstelling in 2000 werd het aantal inwoners vastgesteld op 1449. In 2006 is het aantal inwoners door het United States Census Bureau geschat op 1606, een stijging van 157 (10,8%).

## Geografie
Volgens het United States Census Bureau beslaat de plaats een oppervlakte van 3,4 km², geheel bestaande uit land. Brownsville ligt op ongeveer 109 m boven zeeniveau.

## Plaatsen in de nabije omgeving
De onderstaande figuur toont nabijgelegen plaatsen in een straal van 20 km rond Brownsville.